# 채광창

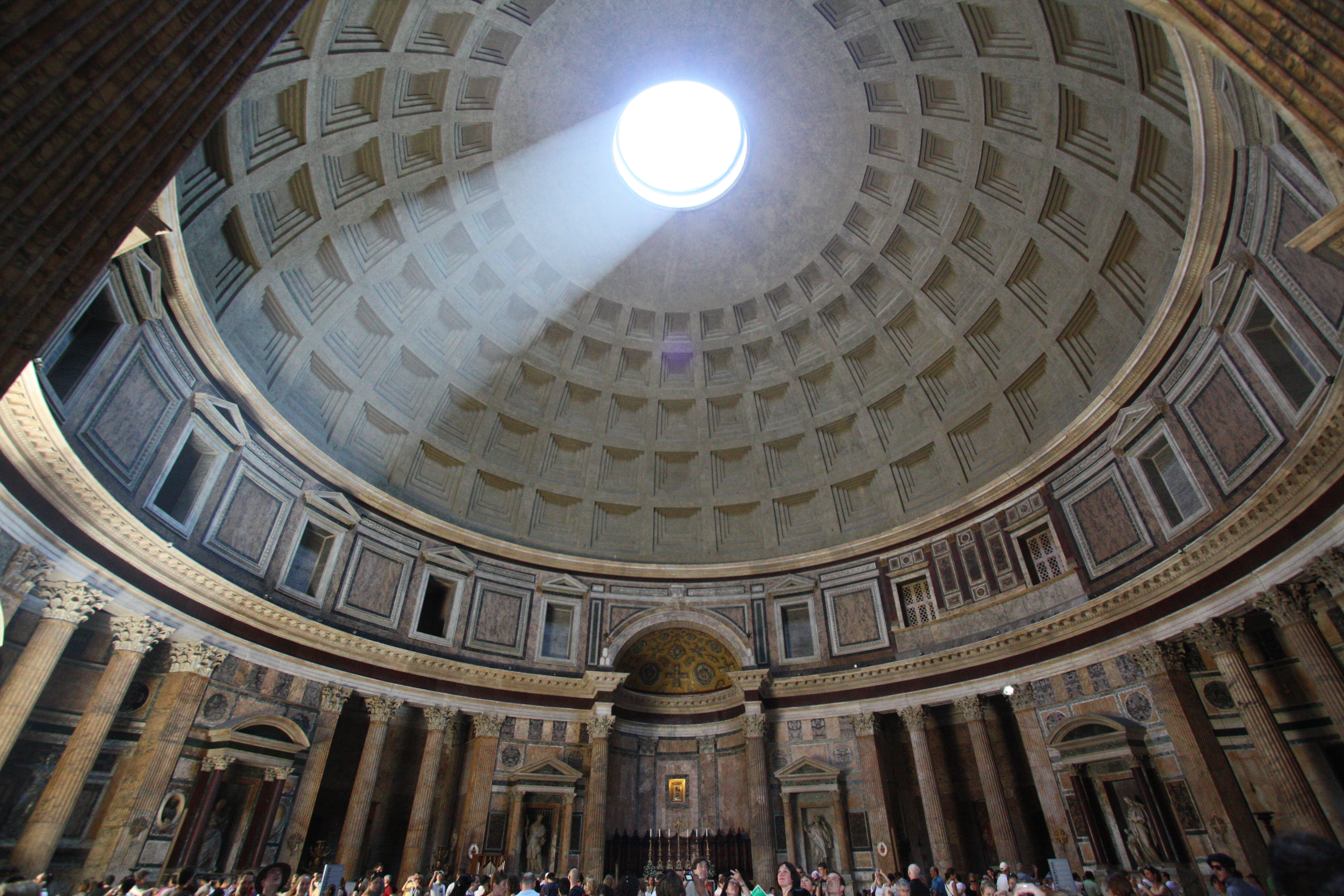
판테온 (로마)으l 오쿨루스

채광창은 일반적으로 투명 또는 반투명 유리로 만들어진 채광 구조 또는 창으로, 채광 (조명) 및 환기 목적으로 건물 지붕 공간의 전부 또는 일부를 형성한다.

## 역사
개방형 채광창은 판테온 (로마)의 오큘러스와 같은 고대 로마 건축물에서 사용되었다. 유약을 바른 '폐쇄형' 채광창은 산업 혁명으로 인해 유리 생산 제조가 발전한 이후로 사용되어 왔다. 20세기 중반 이후 대량 생산을 통해 채광창은 다양한 용도와 상황에 맞게 활용되었다. 에너지 절약은 채광창에 대한 새로운 동기 부여, 디자인 혁신, 전송 옵션 및 효율성 평가 시스템을 가져왔다.

## 같이 보기
- 큐폴라
- 채광 (조명)